# Камбрийска лига
Камбрийската лига (на френски: Ligue de Cambrai) или Лига от Камбре, е военна коалиция въз основа на съюзнически договор, сключен на 10 декември 1508 г. в град Камбре между представители на френския крал Луи XII и император Максимилиан I, към който се присъединяват папа Юлий II, арагонският крал Фернандо II, унгарският крал Владислав II и английският крал Хенри VIII.
Официалната цел на Камбрийската Лига е поход против османските турци. Лигата обаче е образувана против Република Венеция. Папата обявява на 27 април 1509 г. църковен интердикт на Република Венеция. Съюзническите партньори искат да увеличат териториите си за сметка на Република Венеция в Италия. Лигата се разпада през 1510 г. През 1516 г. последва договорът в Ноайон.